# Guerre arméno-géorgienne
La guerre arméno-géorgienne désigne un court conflit frontalier entre la République démocratique de Géorgie et la République démocratique d'Arménie du 6 au 31 décembre 1918 pour le contrôle des districts contestés du Lorri, d'Akhalkalaki (Akhalkalak en arménien) et de Bortchalo (aujourd'hui Marneouli), qui étaient historiquement des marches arméno-géorgiennes mais en grande partie peuplés par des Arméniens depuis le XIXe siècle. Le conflit n'est définitivement réglé qu'en 1921.

## Contexte
Avant la Première Guerre mondiale, les territoires contestés faisaient partie de l'Empire russe :
- l'ouiezd de Bortchalo, au sein du gouvernement de Tiflis, contenant depuis son rattachement en 1862 aux dépens du gouvernement d'Erevan le district de Lorri, essentiellement peuplé d'Arméniens[1] ;
- l'ouiezd d'Akhalkalaki, au sein du gouvernement de Tiflis et majoritairement peuplé d'Arméniens depuis l'annexion russe[2].

À l'issue de la guerre, Akhalkalaki et le sud du Lorri sont cédés à l'Empire ottoman par les traités de Batoum, signés en juin 1918 respectivement par la Géorgie et par l'Arménie, alors que les Géorgiens, aidés des Allemands, prennent le contrôle du Nord du Lorri. À ce moment naissent les prétentions rivales arméno-géorgiennes. En octobre 1918 cependant, les Turcs se retirent du Sud du Lorri, qui passe sous le contrôle des Arméniens, mieux informés et qui en profitent pour faire une incursion dans le Nord du Lorri avant de s'en retirer ; la tension reste cependant sérieuse à la frontière entre les deux républiques. Quant à Akhalkalaki, il est évacué par les Turcs conformément à l'armistice de Moudros et passe sous contrôle géorgien début décembre 1918. Un bref affrontement a lieu du 8 au 10 décembre entre Arméniens et Géorgiens au sud du district. C'est alors qu'un soulèvement arménien dans le Nord du Lorri, source d'accusations réciproques, précipite les deux républiques dans la guerre.

## Guerre
À la suite d'un ultimatum arménien aux Géorgiens leur enjoignant de mettre fin à leurs opérations, les forces arméniennes entrent en territoire contrôlé par les Géorgiens le 13 décembre 1918, sous le commandement du général Dro (Drastamat Kanayan). Du 14 au 15, Sanahin (emplacement des quartiers géorgiens), Vorontsovka, Privolnoye, Mikhayelovka et Alaverdi sont pris. Le 16, Ayrum tombe, et le 18, les Géorgiens sont repoussés sur Sadakhlo (en), sans pouvoir empêcher la prise de Shulaveri (en) le 20 puis de Sadakhlo même le 23. La rivière Khrami est alors presque atteinte et Tiflis n'est plus qu'à 50 km, quand une trêve est proposée à l'initiative des Britanniques et des Français. Shulaveri est entre-temps reprise par les Géorgiens le 28, et Sadakhlo est disputée jusqu'au 31.
Cette trêve, négociée avec les Géorgiens avant d'être soumise aux Arméniens, intervient le 31 décembre 1918.

## Résolution
Une commission se réunit dès le 1er janvier 1919, en présence des belligérants du 9 au 17. Elle place provisoirement Akhalkalaki sous administration géorgienne, sous contrôle britannique et avec participation arménienne, et crée une zone neutre également provisoire sur le Lorri et Bortchalo, tout en renvoyant la résolution définitive du conflit à la Conférence de paix de Paris (1919).
La question n'est cependant tranchée qu'après la soviétisation des deux républiques : en présence de Staline, le bureau caucasien du Comité central du parti bolchevik, auparavant favorable à l'Arménie, maintient Akhalkalaki sous contrôle de la République socialiste soviétique de Géorgie et divise le Lorri entre celle-ci et la République socialiste soviétique d'Arménie, le 4 juillet 1921.